# Desant na Brač 1944.
Desantni prepad na Brač je od 2. do 4. lipnja 1944. godine izvršila glavnina 26. dalmatinske divizije NOVJ-a zajedno s ojačanim 43. odredom britanskih komandosa, uz podršku savezničke mornarice i zrakoplovstva. Ovaj napad izveden je, pored općeg cilja uzmeniravanja neprijatelja i narušavanja sustava obalne obrane, s još jednim aktualnim ciljem: u tom periodu na kopnu je trajao njemački desant na Drvar, a napad na Brač uz koncentraciju znatnih mornaričkih, zračnih i kopnenih snaga trebao je kod njemačkog zapovjedništva izazvati dojam o savezničkom iskrcavanju, te tako privući njemačke trupe i olakšati pritisak na dijelove NOVJ u zapadnoj Bosni.
Brač su branila dva bataljuna 738. puka ojačana dijelovima 668. artiljerijskog puka 118. lovačke divizije i drugim postrojbama. Iskrcavanje na Brač izvedeno je neopaženo u noći 31. svibnja/1. lipnja i 1./2. lipnja. Savezničke postojbe bile su podijeljene na tri napadne grupe, zbog napada na tri utvrđene zone njemačke obrane. Dvanaesta dalmatinska brigada je sa savezničkim komandosima kao zapadna skupina napadala uporište Nerežišće, sjeverna skupina (bataljun Prve dalmatinske i bataljun Treće prekomorske brigade) napadala je Supetar, a istočna (3 bataljuna Prve i dva bataljuna 11. dalmatinske) Selca i Sumartin.
U dvodnevnim oštrim borbama savezničke snage uspjele su osvojiti neke njemačke otporne točke i obrani nanijeti gubitke, ali nisu uspjeli da je razbiju i poraze. Tijekom noći 4./5. lipnja savezničke postrojbe brodovima su se organizirano prebacile natrag na Vis. U transportu su sudjelovala i 44 broda mornarice NOVJ kapaciteta od 60 do 450 vojnika.
Gubici neprijatelja iznosili su: 75 mrtvih, 72 zarobljena i veći broj ranjenih. Gubici Prve dalmatinske brigade u svim ovim borbama iznosili su: 14 mrtvih, 81 ranjenih boraca i 12 nestalih. Dvanaesta dalmatinska imala je 33 poginula i 118 ranjenih. Ostale postrojbe su također imale gubitaka. Tijekom borbi Nijemci su zarobili potpukovnika Jacka Churchilla, legendarnog zapovjednika savezničkih komandosa.
Na Braču su nastavljene partizanske akcije manjeg obujma. Tijekom srpnja i kolovoza 1944. samo Dvanaesta dalmatinska brigada izvela je svojim manjim dijelovima četiri akcije na Braču. Brač su oslobodili dijelovi 26. divizije NOVJ-a uništenjem njemačke posade u borbama od od 8. do 17. rujna 1944. (Bitka za Brač 1944.).